# 太陽に灼かれて
『太陽に灼かれて』（たいようにやかれて、Утомлённые солнцем）は、1994年のロシア・フランス合作のドラマ映画。1930年代の大粛清時代のソ連を舞台に描かれる人間ドラマである。ニキータ・ミハルコフ製作・監督・脚本・主演。
続編として2010年の『戦火のナージャ』と2011年の『遥かなる勝利へ』がある。

## ストーリー
1936年、ある長い夏の夜。ドミトリはマルーシャの家にやって来た。彼女にとっては10年ぶりに会う、かつての恋人の姿だった。彼女はすでにロシア革命の英雄コトフ師団長の妻となり、ナージャという娘がいた。時代はスターリンが独裁体制を強化、まさに大粛清の嵐が吹き荒れようとしていた頃。ドミトリが突如戻ってきた事にはある目的があった。

## キャスト
- ドミトリ - オレグ・メンシコフ
- マルーシャ - インゲボルガ・ダクネイト
- コトフ師団長 - ニキータ・ミハルコフ
- ナージャ - ナージャ・ミハルコワ

## 受賞
- 第47回カンヌ国際映画祭審査員グランプリ
- 第67回アカデミー賞外国語映画賞

## 舞台化作品
2009年にイギリス・ロンドンで舞台化され、2011年、日本での初演には成宮寛貴が4年ぶりの舞台出演としても話題を集めた。
- 演出：栗山民也

キャスト
- ミーチャ（ドミトリ） - 成宮寛貴
- コトフ師団長 - 鹿賀丈史
- マルーシャ - 水野美紀
- ナージャ - 美山加恋
- トラック運転手 - 大鷹明良
- モコヴァ - 竹内都子
- フシェヴォロート - 春海四方
- キリク - 檀臣幸
- オルガ - 那須佐代子
- エレーナ - 今陽子
- リディア - 鷲尾真知子